# Arnå
Arnå är ett vattendrag i Danmark. Det ligger i Region Syddanmark, i den sydvästra delen av landet. Arnå förenar sig kort före Tønder med andra vattendrag och heter sedan Vidå. Vattnet från Arnå drev från medeltiden fram till år 1924 de två kvarnarna Arndrup Mølle och Solvig Mølle. Ån reglerades under 1950-talet. Ett saneringsprojekt 2003 minskade åns förekomster av ockra och kväve.